# Zakrzów (Tarnów)
Pour les articles homonymes, voir Zakrzów.
Zakrzów est une localité polonaise de la gmina de Wojnicz, située dans le powiat de Tarnów en voïvodie de Petite-Pologne.